# Julie Burchill
Julie Burchill (Bristol, 3 luglio 1959) è una scrittrice e giornalista inglese.

## Biografia
Julie Burchill nacque a Bristol nel 1959 e trascorse la sua infanzia a Brighton. Suo padre, un sindacalista membro del Partito comunista britannico, lavorava in una distilleria, mentre la madre lavorava in una fabbrica di cartone. All'età di 17 anni, Julie interruppe i suoi corsi di laurea per lavorare alla rivista NME, per la quale scrisse perlopiù articoli di musica punk.
All'età di 20 anni, Burchill redasse articoli per The Face per poi passare al Sunday Times, nel quale trattava di musica pop, moda, cinema e cronaca. Durante gli anni 1980, Burchill gestiva una personale rubrica politica filo-thatcheriana presente nelle edizioni domenicali del Daily Mail. Nonostante ciò, la stessa giornalista invitava i lettori a votare per il Partito Laburista britannico.
Nel 1989, Burchill pubblicò il suo romanzo Ambition, che fu un bestseller in madrepatria. Nel 1991 co-fondò la rivista The Modern Review, che ebbe però vita breve. Dal 1998 al 2004, Burchill lavorò a una rubrica del fine settimana presente sul Guardian mentre, agli inizi degli anni duemila, iniziò a scrivere per il Times.
Nel 2002 la giornalista partecipò alla stesura di un documentario dedicato alla morte di suo padre, deceduto a causa dell'amianto. Nel 2004 uscì il romanzo per ragazzi sul tema del lesbismo Sugar Rush, da cui verrà tratta l'omonima serie televisiva. Nel 2006, Burchill si trasferì a Brighton per studiare teologia. In seguito, divenne una scrittrice e giornalista freelance.

## Pensiero
Julie Burchill tratta sovente tematiche inerenti all'ingiustizia sociale, e difende la classe operaia, che considera discriminata da parte dei politici conservatori e dai media. In più occasioni, la giornalista ha criticato i media per aver usato la parola spregiativa chavs in riferimento nei confronti degli operai. Burchill non difende appieno le idee della sinistra britannica, e ha spesso appoggiato la politica statunitense: si è infatti dichiarata favorevole alla guerra in Iraq ed è spesso stata favorevole alle prese di posizione del governo israeliano.
Burchill si considera una filosofa e una "femminista militante". In un'intervista del Guardian, ha affermato che bisogna "rendersi conto che i diritti umani delle donne sono più importanti della cosiddetta sensibilità culturale". Burchill è infatti contraria ai precetti dell'Islam, secondo cui le donne devono indossare un velo sul capo, e possono essere sottoposte alla mutilazione genitale.

## Vita privata
Dopo aver a lungo pensato di convertirsi al giudaismo, dal 1999 aveva professato la fede cristiana e in seguito dichiarò che voleva diventare di nuovo ebrea. Julie Burchill si sposò tre volte ed ebbe una relazione di sei mesi con la giornalista Charlotte Raven. Il più giovane dei suoi due figli, Jack Landesmann, si tolse la vita nel 2015.

## Controversie
Burchill è stata spesso presa di mira dai media per le sue posizioni politiche, considerate contraddittorie, e per la sua presunta dipendenza dalla cocaina. L'ex marito di origine ebraica Cosmo Landesmann la accusò di aver abusato di stereotipi antisemiti nel suo libro The Memoirs of a Philo-Semite (2014), in cui gli ebrei sarebbero descritti irrealmente come delle persone particolarmente intelligenti e stravaganti.

## Opere
- 1978 – The Boy Looked at Johnny (con Tony Parsons)
- 1985 – Love It or Shove It
- 1986 – Girls on Film
- 1987 – Damaged Gods: Cults and Heroes Reappraised
- 1989 – Ambition
- 1992 – Sex and Sensibility
- 1993 – No Exit
- 1998 – Married Alive
- 1998 – I Knew I Was Right
- 1999 – Diana
- 2000 – The Guardian Columns 1998–2000
- 2002 – On Beckham
- 2004 – Sugar Rush
- 2007 – Sweet
- 2007 – Made in Brighton (con Daniel Raven)
- 2008 – Not in My Name: A compendium of modern hypocrisy (con Chas Newkey-Burden)
- 2014 – Unchosen: The Memoirs of a Philo-Semite